# Teoría de los actos de habla
La teoría de los actos de habla es una de las primeras teorías en pragmática de la filosofía del lenguaje. Su formulación original se debe a John Langshaw Austin en su obra póstuma Cómo hacer cosas con palabras (1962), que prosiguió en la obra de su discípulo John Searle en su libro Actos de habla (1969).

## La teoría especial

### La distinción constatativo-realizativa

#### La falacia descriptiva
Austin llega a la teoría general partiendo de una teoría especial que se funda en la distinción entre lo constatativo y lo realizativo o performativo. 
Según él, durante mucho tiempo se había supuesto que el único fin de las emisiones era la de constatar hechos. En razón de ello, solo podían ser verdaderos o falsos. Sin embargo Austin afirma que no todo enunciado es verdadero o falso. Una emisión lingüística es cualquier cosa que se diga:
«El gato está sobre la alfombra».
«Cierra la puerta».
«Las ideas verdes descoloridas duermen furiosamente».
«Prometo que te devolveré el libro».
Lo que resulta para Austin interesante de las emisiones lingüísticas es su valor de verdad. Aristóteles en "De interpretatione", analiza los componentes de las oraciones: para él son verbos y nombres. De la complementación de nombres y verbos surge el logos (λόγος), que es una emisión lingüística compleja compuesta de nombre y verbo. No a todo tipo de emisión le conviene el valor de verdad, sino solo al λόγος ἀποφαντικός o apofansis (ἀπόφανσις). De las emisiones que no son apofánticas no se ocupa la lógica, sino la retórica. Esa actitud persistió a lo largo de la historia. Hay que distinguir las apofánticas (emisiones constatativas o enunciados) porque la función propia de estas emisiones es constatar un hecho. Austin parte del hecho de que lo único que vale la pena estudiar es el λόγος ἀποφαντικός, que él llama la "falacia descriptiva".
Por falacia descriptiva se entiende lo que hace suponer que toda oración que tiene una función importante funciona como enunciado, lo que no es cierto, pues hay oraciones importantes que no constatan hechos. La concepción de la falacia descriptiva ha sufrido dos tipos de ataque: el del movimiento verificacionista y el del movimiento que estudia los usos del lenguaje (ordinario).
El movimiento verificacionista, formado por los asociados sobre los años 1920-1930 en el Círculo de Viena en torno a la figura de Moritz Schlick. Desgraciadamente, estos asociados pudieron ver cómo el movimiento quedaba abortado en 1933 por la conquista de Austria por Adolf Hitler. Los verificacionistas sometieron a crítica la postura de la falacia descriptiva tomando como base la pregunta acerca de lo que es "ser verdadero" o "ser falso". Es algo que hay que averiguar. Para que un enunciado tenga sentido es necesario que sea verificable. Ellos hacen, pues, una división tripartita: los enunciados pueden ser verdaderos, falsos o sin sentido:
«El universo entero duplicó su tamaño ayer por la tarde».
Lo que no es ni verdadero ni falso, carece de sentido. Y es que, para que un enunciado pueda ser verdadero o falso debe ser significativo. Si no tiene significado no se puede plantear la cuestión de si es verdadero o falso (es un requisito). Un enunciado solo tiene sentido cuando hay un método por el que podamos verificarlo. Hay muchos enunciados que pasan como verdaderos o falsos y son sin sentido:
«Yo miento».
El movimiento que estudia los usos del lenguaje es el otro. Es posterior en el tiempo al movimiento verificacionista. No comparten la cruda condición que los verificacionistas imponen a los enunciados. Insisten en que hay emisiones lingüísticas que parecen enunciados aunque no lo son. La palabra "bueno" no se usa para describir algo sino para recomendar. El reino de la ética no es de hechos, sino de cosas que se recomiendan, y el lenguaje se utiliza para muchas cosas más, no solo para informar, registrar o describir un hecho.

#### Emisiones realizativas (o performativas)
Austin analiza un uso del lenguaje concreto y habitual, pero no descriptivo. Un tipo de emisión que por su apariencia superficial parece un enunciado, pero no lo es y no tiene sentido ni es verdadero o falso: es común. No contiene palabras como "bueno". Las emisiones realizativas son emisiones tales que al ser dichas diríamos que estamos haciendo algo en vez de diciéndolo, pero no por el sentido fonético. Emisiones realizativas son las que no son ni verdaderas ni falsas ni sin sentido. Austin las llama emisiones realizativas (performative utterances). Por ejemplo:
- Al decir "Sí, quiero" en una boda no enunciamos algo. Al decirlo en esas circunstancias realizamos el acto de casarse.
- Cuando al pisar a alguien le decimos "le pido disculpas" tampoco enunciamos. Al decirlo, realizamos el acto de disculparnos.
- Al decir "inauguró este curso académico" no solo se afirma, sino que se modifica la situación legal de algo.
- Al decir "Te apuesto diez euros a que mañana lloverá" se contrae un compromiso.

Sin embargo, es necesario que se den las circunstancias apropiadas, no basta con proferir la frase. Es cierto que las emisiones realizativas no describen hechos y no son verdaderas o falsas, pero pueden implicar hechos verdaderos o falsos. Hay que distinguir entre lo que se dice y lo que se implica. Si digo "lego el reloj a mi hermano" es necesario que yo tenga reloj.

#### La teoría de los infortunios
Aunque es cierto que las emisiones realizativas no son ni verdaderas ni falsas, tienen ciertas circunstancias bajo las cuales pueden ir mal. La principal es que sea falsa. Las emisiones pueden ser afortunadas o desafortunadas. Por varias circunstancias, que son la dimensión de su carácter afortunado o desafortunado. Esto se llama teoría de los infortunios.
Infortunios son las diversas maneras en que una emisión realizativa puede ser insatisfactoria. Surgen cuando se rompen determinadas reglas, que se pueden numerar como (Α,1) (Α,2); (Β,1) (Β,2); [(Γ,1) (Γ,2)], estas dos últimas de tipo especial:
- Α,1 : Debe existir un procedimiento convencional que tenga un cierto efecto convencional y ese procedimiento debe incluir la emisión de ciertas palabras por parte de determinadas personas en determinadas circunstancias, y además.
- Α,2 : Las personas y circunstancias particulares del caso deben ser las apropiadas para la invocación del procedimiento particular al que se apela.
- Β,1 : El procedimiento debe ser ejecutado por todos los participantes y
- Β,2 : completamente.
- Γ,1 : Cuando el procedimiento está pensado para ser usado por personas que tienen ciertos pensamientos o sentimientos, o para la inauguración de cierta conducta subsiguiente por parte de cualquier participante, entonces una persona "en" y por ello invoca "el" procedimiento, debe tener esos pensamientos o sentimientos y los participantes deben tener la intención de conducirse de ese modo, y además
- Γ,2 : deben efectivamente conducirse de ese modo en lo sucesivo

En ese conjunto, las Α y las Β, y las Γ se diferencian en dos bloques: hay una oposición Α y Β / Γ. Si se violan las reglas Α o Β, el acto no se realiza, si se viola Γ sí, aunque se abusa del procedimiento (es un acto insincero).
Los infortunios que afectan a Α o Β son por un fallo. Son actos pretendidos pero nulos. En los que afectan a Γ se les considera abusos. El acto es logrado, aunque sea un abuso del procedimiento y se llaman actos procesales pero huecos.
A las rupturas de la regla Α se les llama malas invocaciones. El procedimiento indicado no existe, o las personas no son las adecuadas. A las de Α,1 
Austin no les da nombre (en todo caso las llama non play), las de Α,2 se llaman malas aplicaciones. En general, cuando hay una mala invocación, Α,1 o Α,2 se trata de un acto no autorizado:
- Α,1: "Me divorcio de ti" (dicha en un país en el que el divorcio no sea legal).
- Α,2: "Te nombro cónsul" (y no soy, o no eres la persona adecuada, porque no tengo la autoridad necesaria o porque tú eres un caballo).

Si se rompen las reglas Β se considera que hay malas ejecuciones, que se trata de un acto viciado. Estos vicios dan lugar a defectos (en el caso de Β,1, puesto que el acto se lleva a cabo defectuosamente) u obstrucciones (Β,2, ya que no se lleva a cabo completamente).
- Β,1: "Sí, quiero" (en un acto de boda, pero mi pareja dice "No quiero").
- Β,2: "Te apuesto a que..." (y no obtengo respuesta).

La violación de las reglas Γ da lugar a los abusos. Las de Γ,1 son llamadas insinceridades, pues no se tienen los sentimientos requeridos, y a los de Γ,2 no les da nombre Austin, pero podrían llamarse ruptura de compromiso. 
- Γ,1: "Te felicito" (pero no te considero merecedor del galardón).
- Γ,2: "Bienvenido" (pero te trato como a un enemigo).

La teoría de los infortunios se aplica a cualquier acto que suponga hacer uso de cualquier tipo de convención (actos convencionales). También se puede aplicar a los enunciados. Por ejemplo, si emitimos el enunciado "todos los hijos de Alberto están durmiendo", pero resulta que Alberto no tiene hijos, el enunciado no es falso, es desafortunado, puesto que falla una presuposición. Viendo la completicidad de esta clasificación se descubre que no todas las posibilidades quedan cubiertas, puesto que hay otro tipo de razones de insatisfactoriedad de emisiones realizativas y que no están recogidas en esa clasificación de los infortunios, pero son acciones que al emitirse pueden estar sometidas a lacras que plagan las acciones en general: pueden realizarse bajo coacción, por accidente, sin intención... El tópico de las excusas puede afectar a ciertas acciones y a las emisiones realizativas en cuanto estas son acciones. Son también emisiones y pueden verse perjudicadas por los males que afectan a las emisiones: pueden ser proferidas por un actor en el contexto de un chiste o cuento, es decir, ser emisiones parasitarias. También pueden verse afectadas por el malentendido.